# 豆塚エリ
豆塚 エリ（まめつか エリ、1993年 - ）は、日本の詩人、エッセイストである。

## 経歴
1993年、愛媛県松山市に生まれる。母親は在日韓国人である。高校に入学する前に、母親と義父が離婚した。高校2年生の時、自宅のアパートの3階から飛び降りて、自殺を図った。頸髄を損傷し、胸から下が麻痺する障害を抱えることになった。退院後、大分県別府市の自立訓練施設でリハビリテーションを受けた。18歳のころ、障害者が運営する自立生活センターに就職し、一人暮らしを始めた。
2022年、著書『しにたい気持ちが消えるまで』が三栄より刊行された。文筆家としての執筆活動のほかに、全国各地で講演活動を行っている。2023年、NPO法人の「こんぺいとう企画」を設立した。同法人での活動を通じて、障害者の就労支援に取り組んでいる。

## 著書
- 『しにたい気持ちが消えるまで』（三栄、2022年） ISBN 9784779646713